# Solms-laubachia linearifolia
Solms-laubachia linearifolia là một loài thực vật có hoa trong họ Cải. Loài này được (W.W. Sm.) O.E. Schulz miêu tả khoa học đầu tiên năm 1926.